# 国分寺市

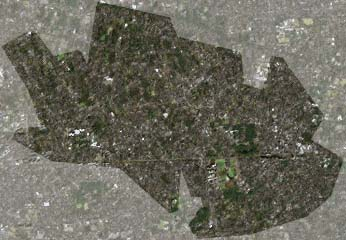
国分寺市域のランドサット衛星写真

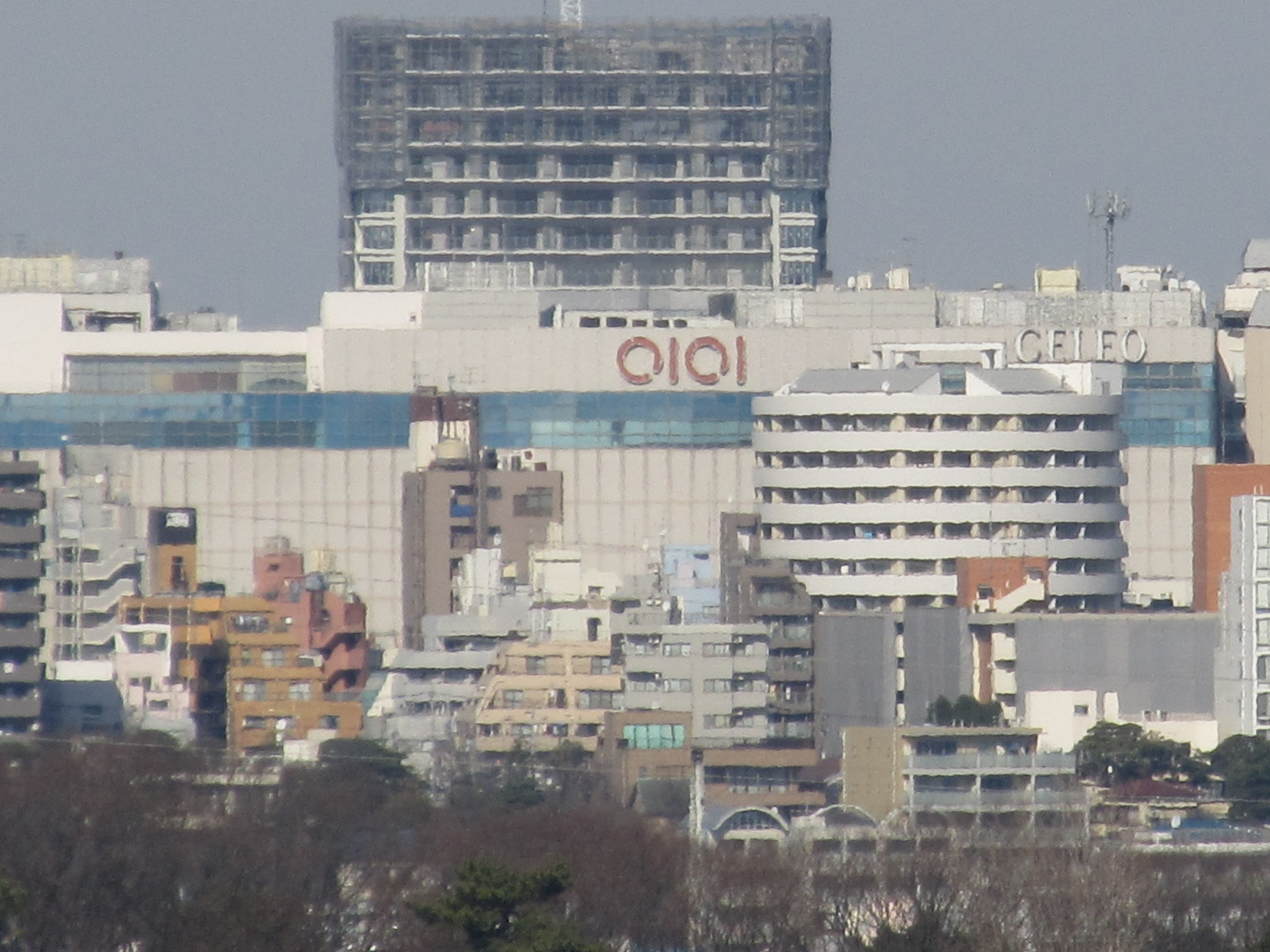
国分寺駅周辺

国分寺市（こくぶんじし）は、東京都の多摩地域中部に位置する市。1964年（昭和39年）11月3日市制施行。

## 地理
市は東西約5.68km、南北約3.86kmにわたって広がり、大部分が武蔵野段丘の平坦面上である。
東京都の中央部に位置し、富士本3丁目には日本数学検定協会が実験的に求めた東京都の重心があり、近くの富士本90度遊園に看板がある。
市域の大部分を占める高台上の平坦地である武蔵野台地と、国分寺崖線を境に一段低い立川台地、および高台を刻んで流れる野川上流の谷でできている。国分寺崖線は「ハケ」とも呼ばれ、大昔立川台地の形成期に多摩川が武蔵野台地を浸食してできた浸食崖である。上流は武蔵村山市残堀付近から始まり、市内西町5丁目（高さ約5m）、光町1丁目（高さ約11m） 、西元町（高さ約12m）及び東元町1丁目と南町の境（高さ約16m）へと続き、さらに野川の東岸に沿って大田区丸子橋付近まで伸びている。また、「お鷹の道・真姿の池湧水群」（名水百選に選定）と言われる湧水群があり、ハケ下の野川に流れ込んでいる。
海底時代、陸北時代、武蔵野台地形成時代、立川台地形成時代を経て現在の地盤ができ、表土から下へ関東ローム層、砂礫層、そして岩盤（連光寺互層）となる。

### 隣接している自治体
- 東 - 小金井市
- 西 - 立川市
- 南 - 府中市、国立市
- 北 - 小平市

## 歴史
大化の改新後、武蔵国の国府が府中にあり、その府中宿より北上する官道（東山道武蔵路）で当地につながっていた。

### 年表
- 1889年 - 国分寺村、恋ヶ窪村、内藤新田、戸倉新田、本多新田、榎戸新田、野中新田六左衛門組、平兵衛新田、中藤新田、上谷保新田の10村および府中宿、本宿村の一部が合併し神奈川県北多摩郡国分寺村が誕生（町村制の施行）。
- 1889年 - 甲武鉄道（現在のJR中央本線）開通。国分寺駅開業。
- 1893年 - 東京府北多摩郡国分寺村（三多摩の東京府移管）。
- 1894年 - 川越鉄道（現在の西武国分寺線）開業。
- 1910年 - 東京砂利鉄道（後の国鉄下河原線）開通。
- 1928年 - 多摩湖鉄道（現在の西武多摩湖線）開業。
- 1940年 - 東京府北多摩郡国分寺町（国分寺村が町制施行）。
- 1943年 - 東京都北多摩郡国分寺町（東京都制施行）。
- 1964年 - 11月3日、東京都で14番目の市として国分寺市が誕生（国分寺町が市制施行）。
- 1973年 - 国鉄（当時）武蔵野線開通。西国分寺駅開業。それにともない下河原線は廃止（廃線）。
- 2012年 - 旧市役所本庁舎を解体。
- 2017年 -  東京都立多摩図書館が立川市より移転、開館。
- 2020年 - 東京都公文書館が世田谷区より移転、開館。
- 2025年 - 市役所を戸倉1丁目6番1号の旧庁舎から泉町2丁目2番18号の新庁舎に移転、開庁[1]。

### 地名の由来
741年に聖武天皇の命により建立された国分寺（武蔵国分寺）がこの地にあったことに由来する。

## 人口
| |                                          |  |
| 国分寺市と全国の年齢別人口分布（2005年） | 国分寺市の年齢・男女別人口分布（2005年） |  |
| ■紫色 ― 国分寺市 ■緑色 ― 日本全国 | ■青色 ― 男性 ■赤色 ― 女性                |  |
| 国分寺市（に相当する地域）の人口の推移 \| 1970年（昭和45年） \| 81,259人 \| \| \| 1975年（昭和50年） \| 88,159人 \| \| \| 1980年（昭和55年） \| 91,010人 \| \| \| 1985年（昭和60年） \| 95,467人 \| \| \| 1990年（平成2年） \| 100,982人 \| \| \| 1995年（平成7年） \| 105,786人 \| \| \| 2000年（平成12年） \| 111,404人 \| \| \| 2005年（平成17年） \| 117,604人 \| \| \| 2010年（平成22年） \| 120,650人 \| \| \| 2015年（平成27年） \| 122,742人 \| \| \| 2020年（令和2年） \| 129,242人 \| \| |                                          |  |
| 総務省統計局 国勢調査より |                                          |  |
| 1970年（昭和45年） | 81,259人                                 |  |
| 1975年（昭和50年） | 88,159人                                 |  |
| 1980年（昭和55年） | 91,010人                                 |  |
| 1985年（昭和60年） | 95,467人                                 |  |
| 1990年（平成2年） | 100,982人                                |  |
| 1995年（平成7年） | 105,786人                                |  |
| 2000年（平成12年） | 111,404人                                |  |
| 2005年（平成17年） | 117,604人                                |  |
| 2010年（平成22年） | 120,650人                                |  |
| 2015年（平成27年） | 122,742人                                |  |
| 2020年（令和2年） | 129,242人                                |  |

### 昼夜間人口
2005年の夜間人口（居住者）は115,238人である。市外からの通勤者と通学生および居住者のうちの市内に昼間残留する人口の合計である昼間人口は95,649人で昼は夜の0.83倍の人口となり、夜間に比べて昼の人口は2万人弱ほど減ることになる。平成22年国勢調査によれば、東京都特別区部への通勤率は32.7%である。
通勤者・通学者で見ると市内から市外へ出る通勤者38,106人、市外から市内へ入る通勤者は19.607人と通勤者では市外へ出る通勤者のほうが多く、学生でも市内から市外に出る通学生は7,826人、市外から市内へ入る通学生は6,736人と学生でも昼は市外へ流出する人数のほうが多い。なお、国勢調査では年齢不詳のものが東京都だけで16万人おり、この項の昼夜間人口に関しては年齢不詳の人物は数字に入っていないので数字の間に若干の誤差は生じる。

## 地域

### 町名
国分寺市では、一部の区域で住居表示に関する法律に基づく住居表示が実施されている。また、それ以外の区域では町名地番整理が実施されている。住居表示実施前の町名等欄で下線がある町名はその全部、それ以外はその一部である。

### 国分寺市役所管内
| 町名           | 町区域設定年月日      | 住居表示実施年月日 | 住居表示実施前の町名等                                 | 備考 |
| -------------- | --------------------- | ------------------ | ------------------------------------------------------ | ---- |
| 東元町一丁目   | 1965年9月1日          | 1965年9月1日       | 大字国分寺字長谷戸・字殿ケ谷戸・字一里塚               |      |
| 東元町二丁目   | 1965年9月1日          | 1965年9月1日       | 大字国分寺字殿ケ谷戸・字一里塚                         |      |
| 東元町三丁目   | 1965年9月1日          | 1965年9月1日       | 大字国分寺字押切間・字多喜窪・字八幡前                 |      |
| 東元町四丁目   | 1965年9月1日          | 1965年9月1日       | 大字国分寺字前野・字八幡前                             |      |
| 西元町一丁目   | 1965年9月1日          | 1965年9月1日       | 大字国分寺字多喜窪・字八幡前                           |      |
| 西元町二丁目   | 1965年9月1日          | 1965年9月1日       | 大字国分寺字多喜窪・字八幡前・字黒鐘                   |      |
| 西元町三丁目   | 1965年9月1日          | 1965年9月1日       | 大字国分寺字八幡前・字前野・字黒鐘、大字府中字武蔵野   |      |
| 西元町四丁目   | 1965年9月1日          | 1965年9月1日       | 大字国分寺字黒鐘、大字府中字武蔵野                     |      |
| 南町一丁目     | 1964年4月1日          | 1964年4月1日       | 大字国分寺字殿ケ谷戸・字長谷戸、大字本多新田字なだれ上 |      |
| 南町二丁目     | 1964年4月1日          | 1964年4月1日       | 大字国分寺字殿ケ谷戸                                   |      |
| 南町三丁目     | 1964年4月1日          | 1964年4月1日       | 大字国分寺字花沢                                       |      |
| 泉町一丁目     | 1964年11月3日         | 1964年11月3日      | 大字国分寺字押切間・字多喜窪                           |      |
| 泉町二丁目     | 1964年11月3日         | 1964年11月3日      | 大字国分寺字押切間・字多喜窪、大字恋ヶ窪字日影山       |      |
| 泉町三丁目     | 1964年11月3日         | 1964年11月3日      | 大字国分寺字多喜窪、大字恋ヶ窪字日影山・字西ノ台       |      |
| 本町一丁目     | 1965年11月1日         | 1965年11月1日      | 大字国分寺字長谷戸・字殿ケ谷戸、大字本多新田字なだれ上 |      |
| 本町二丁目     | 1965年11月1日         | 1965年11月1日      | 大字国分寺字殿ケ谷戸                                   |      |
| 本町二丁目     | 2017年4月27日（変更） | 2017年4月27日      | 本町3                                                  |      |
| 本町三丁目     | 1965年11月1日         | 1965年11月1日      | 大字国分寺字花沢・字殿ケ谷戸                           |      |
| 本町三丁目     | 2017年4月27日（変更） | 2017年4月27日      | 本町2、本町4                                           |      |
| 本町四丁目     | 1965年11月1日         | 1965年11月1日      | 大字国分寺字花沢、大字恋ヶ窪字本村附                   |      |
| 本多一丁目     | 1965年11月1日         | 1965年11月1日      | 大字本多新田字札ノ丘、大字国分寺字殿ケ谷戸             |      |
| 本多二丁目     | 1965年11月1日         | 1965年11月1日      | 大字本多新田字札ノ丘、大字国分寺字花沢                 |      |
| 本多三丁目     | 1965年11月1日         | 1965年11月1日      | 大字本多新田字上ノ井                                   |      |
| 本多四丁目     | 1965年11月1日         | 1965年11月1日      | 大字本多新田字上ノ井・字中ノ井                         |      |
| 本多五丁目     | 1965年11月1日         | 1965年11月1日      | 大字本多新田字中ノ井・字下ノ井                         |      |
| 東恋ヶ窪一丁目 | 1967年9月1日          | 未実施             |                                                        |      |
| 東恋ヶ窪二丁目 | 1967年9月1日          | 未実施             |                                                        |      |
| 東恋ヶ窪三丁目 | 1967年9月1日          | 未実施             |                                                        |      |
| 東恋ヶ窪四丁目 | 1967年9月1日          | 未実施             |                                                        |      |
| 東恋ヶ窪五丁目 | 1967年9月1日          | 未実施             |                                                        |      |
| 東恋ヶ窪六丁目 | 1967年9月1日          | 未実施             |                                                        |      |
| 西恋ヶ窪一丁目 | 1981年10月1日         | 未実施             |                                                        |      |
| 西恋ヶ窪二丁目 | 1981年10月1日         | 未実施             |                                                        |      |
| 西恋ヶ窪三丁目 | 1981年10月1日         | 未実施             |                                                        |      |
| 西恋ヶ窪四丁目 | 1981年10月1日         | 未実施             |                                                        |      |
| 東戸倉一丁目   |                       | 未実施             |                                                        |      |
| 東戸倉二丁目   |                       | 未実施             |                                                        |      |
| 戸倉一丁目     |                       | 未実施             |                                                        |      |
| 戸倉二丁目     |                       | 未実施             |                                                        |      |
| 戸倉三丁目     |                       | 未実施             |                                                        |      |
| 戸倉四丁目     |                       | 未実施             |                                                        |      |
| 日吉町一丁目   |                       | 未実施             |                                                        |      |
| 日吉町二丁目   |                       | 未実施             |                                                        |      |
| 日吉町三丁目   |                       | 未実施             |                                                        |      |
| 日吉町四丁目   |                       | 未実施             |                                                        |      |
| 内藤一丁目     |                       | 未実施             |                                                        |      |
| 内藤二丁目     |                       | 未実施             |                                                        |      |
| 富士本一丁目   | 1970年2月1日          | 未実施             |                                                        |      |
| 富士本二丁目   | 1970年2月1日          | 未実施             |                                                        |      |
| 富士本三丁目   | 1970年2月1日          | 未実施             |                                                        |      |
| 新町一丁目     | 1968年9月1日          | 未実施             |                                                        |      |
| 新町二丁目     | 1968年9月1日          | 未実施             |                                                        |      |
| 新町三丁目     | 1968年9月1日          | 未実施             |                                                        |      |
| 並木町一丁目   |                       | 未実施             |                                                        |      |
| 並木町二丁目   |                       | 未実施             |                                                        |      |
| 並木町三丁目   |                       | 未実施             |                                                        |      |
| 北町一丁目     |                       | 未実施             |                                                        |      |
| 北町二丁目     |                       | 未実施             |                                                        |      |
| 北町三丁目     |                       | 未実施             |                                                        |      |
| 北町四丁目     |                       | 未実施             |                                                        |      |
| 北町五丁目     |                       | 未実施             |                                                        |      |
| 光町一丁目     | 1969年9月1日          | 未実施             |                                                        |      |
| 光町二丁目     | 1969年9月1日          | 未実施             |                                                        |      |
| 光町三丁目     | 1969年9月1日          | 未実施             |                                                        |      |
| 高木町一丁目   | 1970年2月1日          | 未実施             |                                                        |      |
| 高木町二丁目   | 1970年2月1日          | 未実施             |                                                        |      |
| 高木町三丁目   | 1970年2月1日          | 未実施             |                                                        |      |
| 西町一丁目     | 1969年9月1日          | 未実施             |                                                        |      |
| 西町二丁目     | 1969年9月1日          | 未実施             |                                                        |      |
| 西町三丁目     | 1969年9月1日          | 未実施             |                                                        |      |
| 西町四丁目     | 1969年9月1日          | 未実施             |                                                        |      |
| 西町五丁目     | 1969年9月1日          | 未実施             |                                                        |      |

1. 1 2 3 4 5 6 7 8 9 10 11 12 13 14 15 16 17 18 19 20 21 22 23 24 25 26 27 28 29 30 31 32 33 34 35 36 37 38 39 40 41 42 43 44 45 46  町名地番整理実施区域

### 郵便

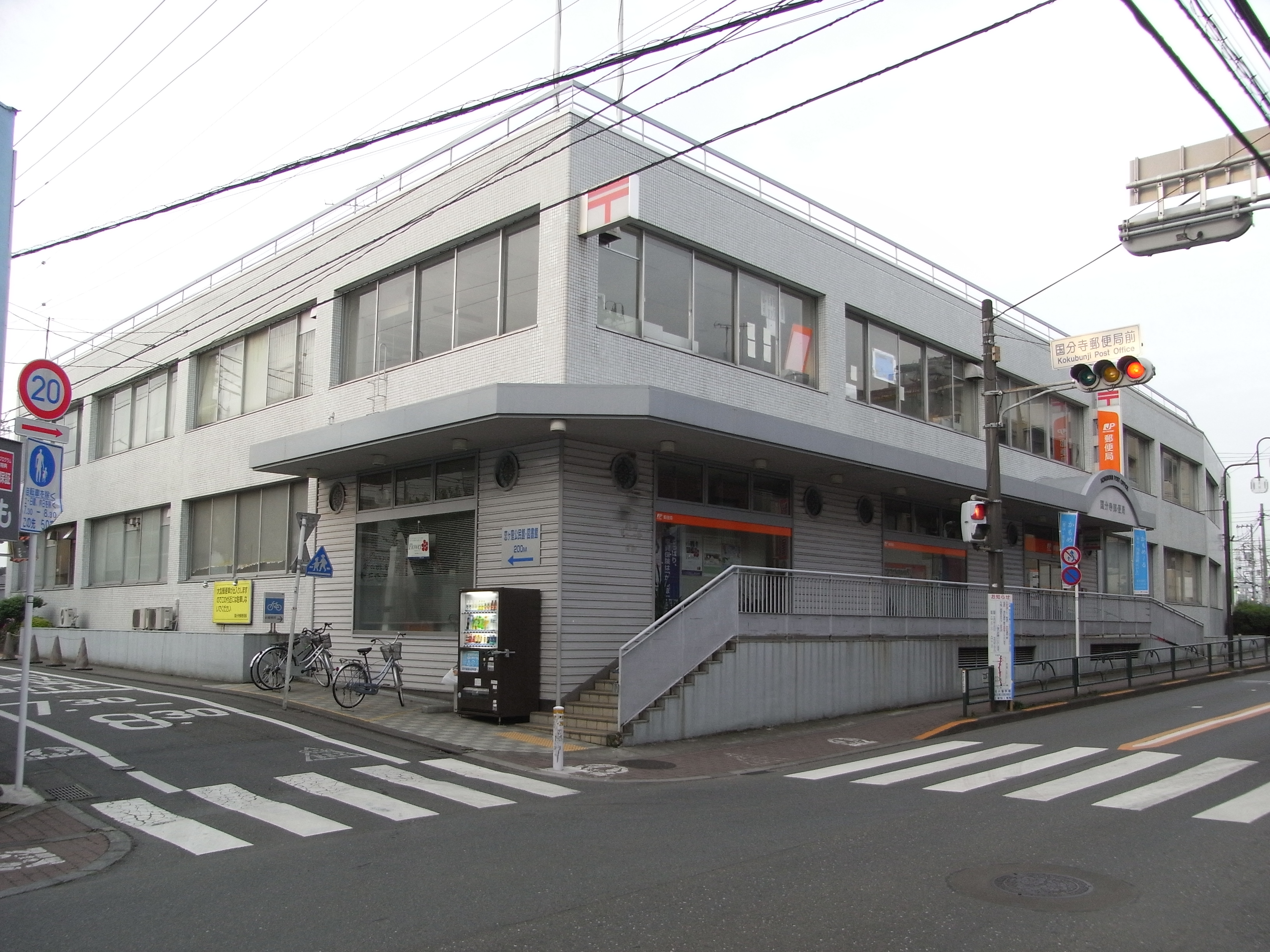
国分寺郵便局

郵便番号
- 185-00xx - 国分寺郵便局管轄

### 電話番号
市外局番等
- 042-20x・3xx・40x - 国分寺MA
  - 下記の立川MAに属する区域を除く。
- 042-5xx・80x・84x - 立川MA
  - 高木町、戸倉三丁目、内藤、西町、光町、日吉町二・三丁目、富士本に限る。

## 行政

### 市長
- 丸山哲平（2025年7月13日就任、1期目）

### 歴代村長
- 1 市倉房次郎 1889年5月29日 - 1892年3月1日
- 2 本多良助 1892年3月28日 - 1893年6月30日
- 3 神山雄輔 1893年7月6日 - 1894年5月27日
- 4 小柳九一郎 1894年6月12日 - 1898年6月11日
- 本多良助 1898年7月22日 - 1900年5月5日
- 5 飯島福太郎 1900年9月25日 - 1902年10月18日
- 6 深井元次郎 1902年11月27日 - 1905年10月15日
- 7 市倉喜重朗 1905年10月26日 - 1907年10月19日
- 8 鈴木作左衛門 1907年11月29日 - 1911年11月28日
- 本多良助 1911年12月4日 - 1919年12月3日
- 9 中藤俊弥 1919年12月10日 - 1923年12月9日
- 10 金子両右衛門 1923年12月10日 - 1927年12月19日
- 小柳九一郎 1927年12月20日 - 1930年2月22日
- 11 中村當十郎 1930年9月13日 - 1934年9月12日
- 12 鈴木明次郎 1934年9月13日 - 1938年9月12日
- 中村當十郎 1938年9月13日 - 1940年12月10日

### 歴代町長
- 1 中村當十郎 1940年12月11日 - 1943年11月20日
- 2 尾崎英太郎 1943年12月27日 - 1946年11月6日
- 3 中藤俊一 1947年4月9日 - 1955年4月30日
- 尾崎英太郎 1955年5月1日 - 1958年4月28日
- 4 星野亮勝 1958年6月15日 - 1964年11月2日

### 歴代市長
特記なき場合『日本の歴代市長 : 市制施行百年の歩み』などによる。

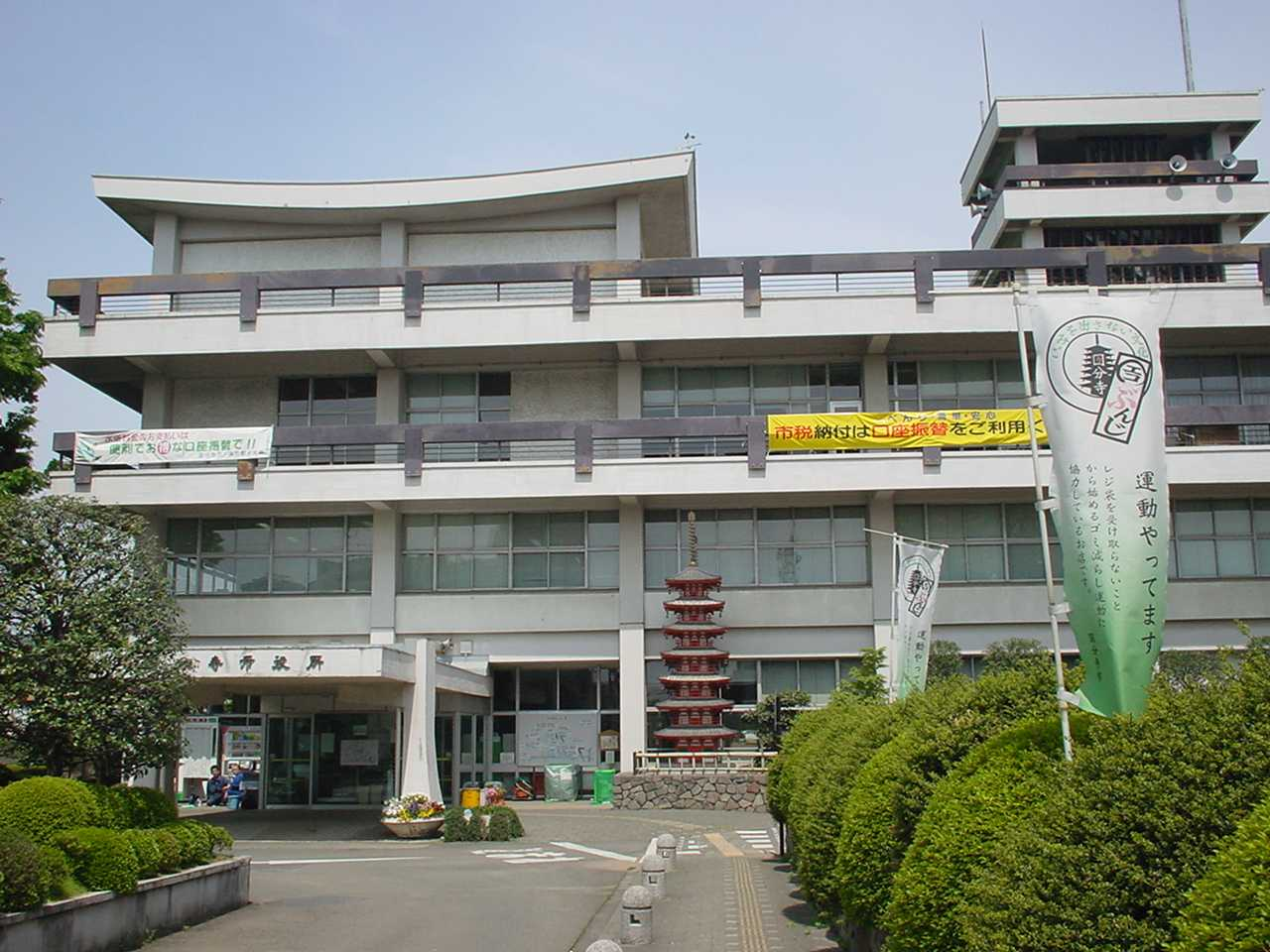
2012年に解体された旧庁舎

| 代 | 氏名     | 就任                      | 退任                      | 備考 |
| -- | -------- | ------------------------- | ------------------------- | ---- |
| 1  | 星野亮勝 | 1964年（昭和39年）11月3日 | 1969年（昭和44年）6月8日  |      |
| 2  | 塩谷信雄 | 1969年（昭和44年）7月13日 | 1981年（昭和56年）7月12日 |      |
| 3  | 本多良雄 | 1981年（昭和56年）7月13日 | 1997年（平成9年）7月12日  |      |
| 4  | 山崎真秀 | 1997年（平成9年）7月13日  | 2001年（平成13年）7月12日 |      |
| 5  | 星野信夫 | 2001年（平成13年）7月13日 | 2013年（平成25年）7月12日 |      |
| 6  | 井澤邦夫 | 2013年（平成25年）7月13日 | 2025年（令和7年）7月12日  |      |
| 7  | 丸山哲平 | 2025年（令和7年）7月13日  | 現職                      |      |

### 市役所

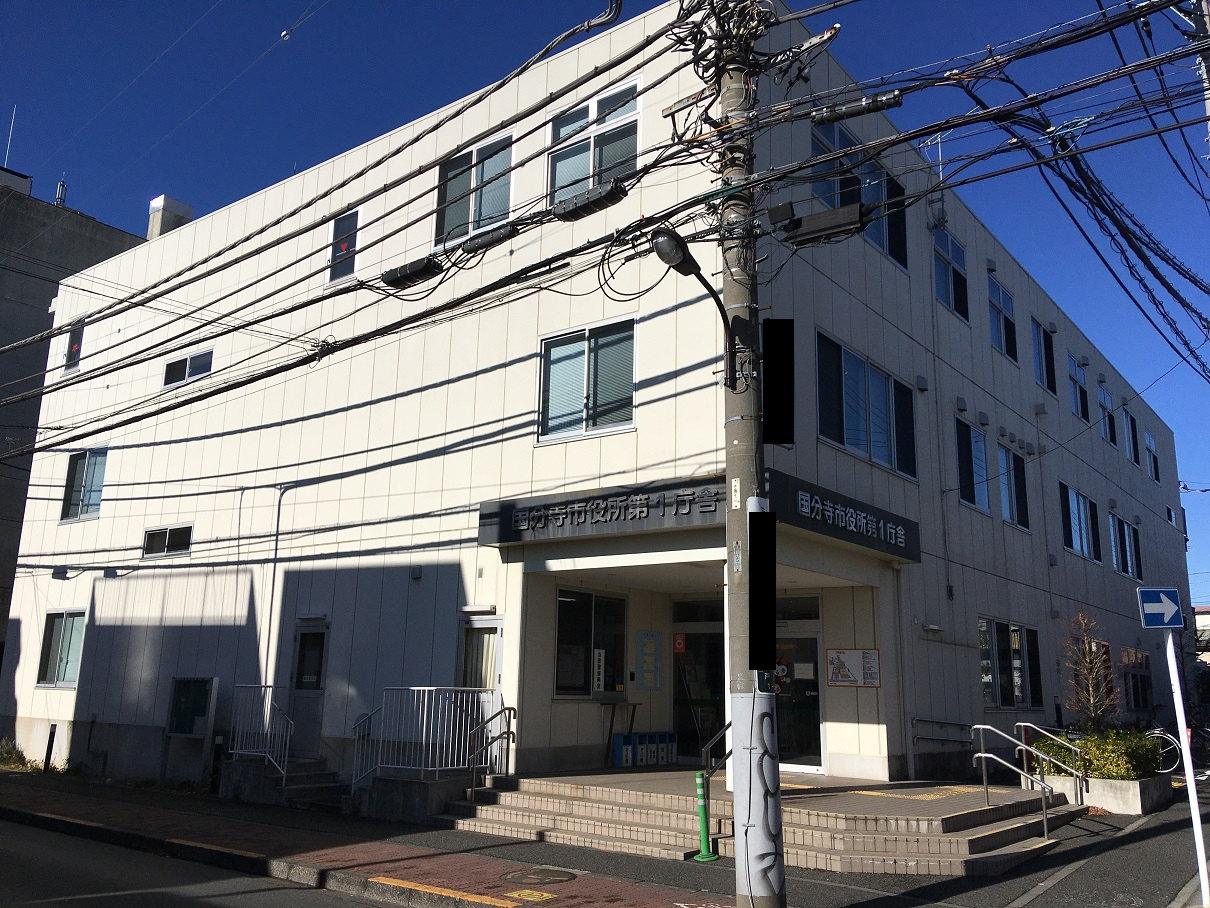
旧庁舎閉鎖後に使用された第一庁舎

国分寺市では1963年（昭和38年）に建設された旧本庁舎が耐震性の問題から閉鎖・解体され、以後は庁舎が分散する状態となっていた。そこで「国分寺市新庁舎建設基本構想」（2019年3月）及び「国分寺市新庁舎建設基本計画」（2020年8月）を策定し、泉町の都有地を購入して新庁舎（地下1階、地上5階）を建設し、2025年（令和7年）1月6日に移転した。これにより市内の公共施設内に分散して配置されていた部署の執務室も新庁舎へ移転した。

### 広域行政
- 東京都十一市競輪事業組合 - 八王子、武蔵野、青梅、昭島、調布、町田、小金井、小平、日野、東村山、および国分寺市の11市で京王閣競輪を開催している。
- 東京都四市競艇事業組合 - 小平、日野、東村山、および国分寺市の4市で多摩川競艇を開催している。

### 指定金融機関
多摩信用金庫（本店・立川市）を指定している。これは、同庫の直接の前身である多摩中央信用金庫を指定していたものを継承したため。

## 議会

### 東京都議会
2025年東京都議会議員選挙
- 選挙区：北多摩第二選挙区（国分寺市、国立市）
- 定数：2人
- 任期：2025年7月23日 - 2029年7月22日
- 投票日：2025年6月22日
- 当日有権者数：168,104人
- 投票率：51.70％

| 候補者名 | 当落 | 年齢 | 所属党派                 | 新旧別 | 得票数   |
| -------- | ---- | ---- | ------------------------ | ------ | -------- |
| 岩永康代 | 当   | 53   | 東京・生活者ネットワーク | 現     | 29,630票 |
| 本橋巧   | 当   | 42   | 自由民主党               | 現     | 27,138票 |
| 井上愛理 | 落   | 32   | 国民民主党               | 新     | 16,534票 |
| 土田浩史 | 落   | 55   | 再生の道                 | 新     | 7,878票  |
| 高橋健司 | 落   | 54   | 無所属                   | 新     | 4,050票  |

2021年東京都議会議員選挙
- 選挙区：北多摩第二選挙区（国分寺市、国立市）
- 定数：2人
- 投票日：2021年7月4日
- 当日有権者数：168,806人
- 投票率：44.85％

| 候補者名 | 当落 | 年齢 | 所属党派                 | 新旧別 | 得票数   |
| -------- | ---- | ---- | ------------------------ | ------ | -------- |
| 岩永康代 | 当   | 49   | 東京・生活者ネットワーク | 新     | 25,578票 |
| 本橋巧   | 当   | 38   | 自由民主党               | 新     | 24,037票 |
| 岡本光樹 | 落   | 38   | 都民ファーストの会       | 現     | 16,695票 |
| 興津秀憲 | 落   | 60   | 国民民主党               | 元     | 7,689票  |

2017年東京都議会議員選挙
- 選挙区：北多摩第二選挙区（国分寺市、国立市）
- 定数：2人
- 投票日：2017年7月2日
- 当日有権者数：163,057人
- 投票率：53.84％

| 候補者名 | 当落 | 年齢 | 所属党派                 | 新旧別 | 得票数   |
| -------- | ---- | ---- | ------------------------ | ------ | -------- |
| 岡本光樹 | 当   | 34   | 都民ファーストの会       | 新     | 33,441票 |
| 山内玲子 | 当   | 61   | 東京・生活者ネットワーク | 現     | 22,546票 |
| 高椙健一 | 落   | 66   | 自由民主党               | 現     | 19,618票 |
| 興津秀憲 | 落   | 60   | 民進党                   | 元     | 10,634票 |

### 衆議院
- 選挙区：東京19区（小平市、国分寺市、国立市）
- 任期：2024年10月27日 - 2028年10月26日
- 投票日：2024年10月27日
- 当日有権者数：333,279人
- 投票率：60.25％

| 当落 | 候補者名     | 年齢 | 所属党派     | 新旧別 | 得票数   | 重複 |
| ---- | ------------ | ---- | ------------ | ------ | -------- | ---- |
| 当   | 末松義規     | 67   | 立憲民主党   | 前     | 76,899票 | ○    |
| 比当 | 松本洋平     | 51   | 自由民主党   | 前     | 74,435票 | ○    |
|      | 吉田圭一郎   | 32   | 日本維新の会 | 新     | 23,289票 | ○    |
|      | 井手重美津子 | 32   | 日本共産党   | 新     | 20,417票 |      |

## 経済

### 産業

#### 主な産業
（産業別事業所数上位5位まで。カッコ内は構成比。2001年10月1日現在）
1. 卸売・小売業、飲食店 1,478（45.2%）
2. サービス業 1,105（33.8%）
3. 建設業 262（8.0%）
4. 不動産業 169（5.2%）
5. 製造業 126（3.8%）

#### 産業人口
（産業別就業者数上位5位まで、単位・人。カッコ内は構成比。2001年10月1日現在）
1. サービス業 12,153（38.6%）
2. 卸売・小売業、飲食店 11,853（37.6%）
3. 製造業 2,085（6.6%）
4. 建設業 2,004（6.4%）
5. 不動産業 1,191（3.8%）

#### 主な事業所
- 日立製作所 - 中央研究所
- JRグループ

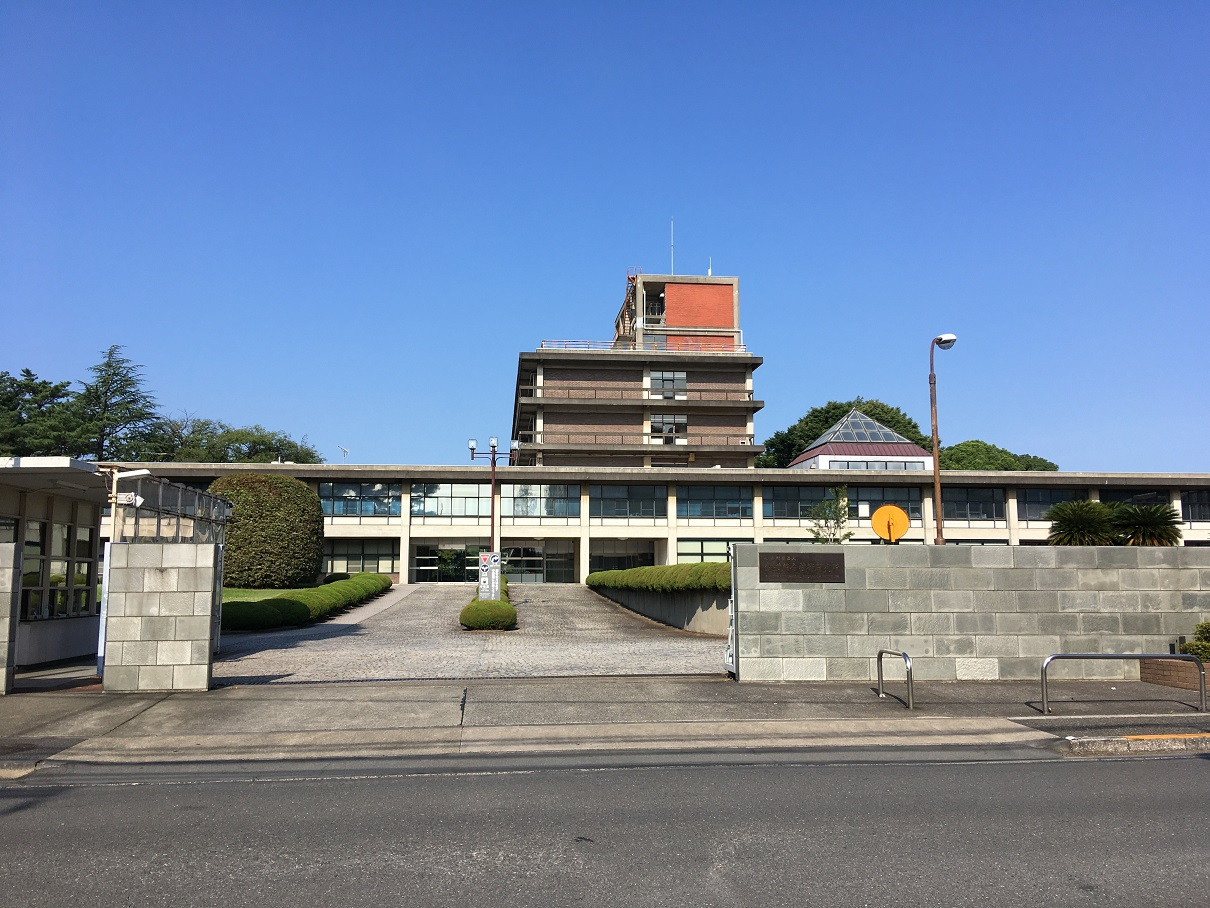
鉄道総合技術研究所

  - 鉄道総合技術研究所（鉄道総研） - 国立研究所
所在地の町名は光町である。東海道新幹線ひかりの基礎研究が当所で行われていたことによる。
  - 鉄道情報システム
マルス（みどりの窓口）のホストコンピュータを運営している。かつてはホストコンピュータもここにあった。
- リオン
- Olympicグループ

### 商業

#### 商業施設
- セレオ国分寺（旧名称：国分寺エル）
  - 国分寺マルイ
  - 無印良品
  - ロフト
  - ユニクロ
  - ノジマ
  - 紀伊國屋書店
  - タリーズコーヒー
- ミーツ国分寺（cocobunji WEST 内）
  - クイーンズ伊勢丹
  - ＧＵ
  - スターバックスコーヒー
- 西国分寺レガ
  - にしこくマイン
  - ニトリデコホーム
  - ロッテリア
- nonowa西国分寺
  - あおいクリニック - 駅ホーム西国分寺 -　[9]（日本初の駅ホーム上に開設された診療所）

## 姉妹都市・提携都市
- 新潟県佐渡市
  - 1989年4月1日 旧佐渡郡真野町 姉妹都市提携
- マリオン市（オーストラリア連邦 南オーストラリア州）
  - 1993年4月2日 姉妹都市提携
- 長野県飯山市
  - 2012年11月14日 災害時相互応援協定
  - 2017年5月17日 友好都市協定
- 富山県魚津市
  - 2023年7月26日 災害時相互応援協定[10]

## 住宅団地
- 都市再生機構けやき台第2団地 - 昭和42年 : 国分寺都市計画事業（一団地の住宅施設）
- 西国分寺ゆかり参番街
- 都営住宅武蔵国分寺公園

## 教育

### 小学校
- 市立
  - 第一小学校
  - 第二小学校
  - 第三小学校
  - 第四小学校
  - 第五小学校
  - 第六小学校
  - 第七小学校
  - 第八小学校
  - 第九小学校
  - 第十小学校

### 中学校
- 市立
  - 第一中学校
  - 第二中学校
  - 第三中学校
  - 第四中学校
  - 第五中学校

### 高等学校
- 都立
  - 東京都立国分寺高等学校
- 私立
  - 早稲田実業学校

### 高等専修学校
- 日本芸術高等学園

### 大学・専門学校
- 東京経済大学国分寺キャンパス
- 国際文化理容美容専門学校国分寺校

## 図書館

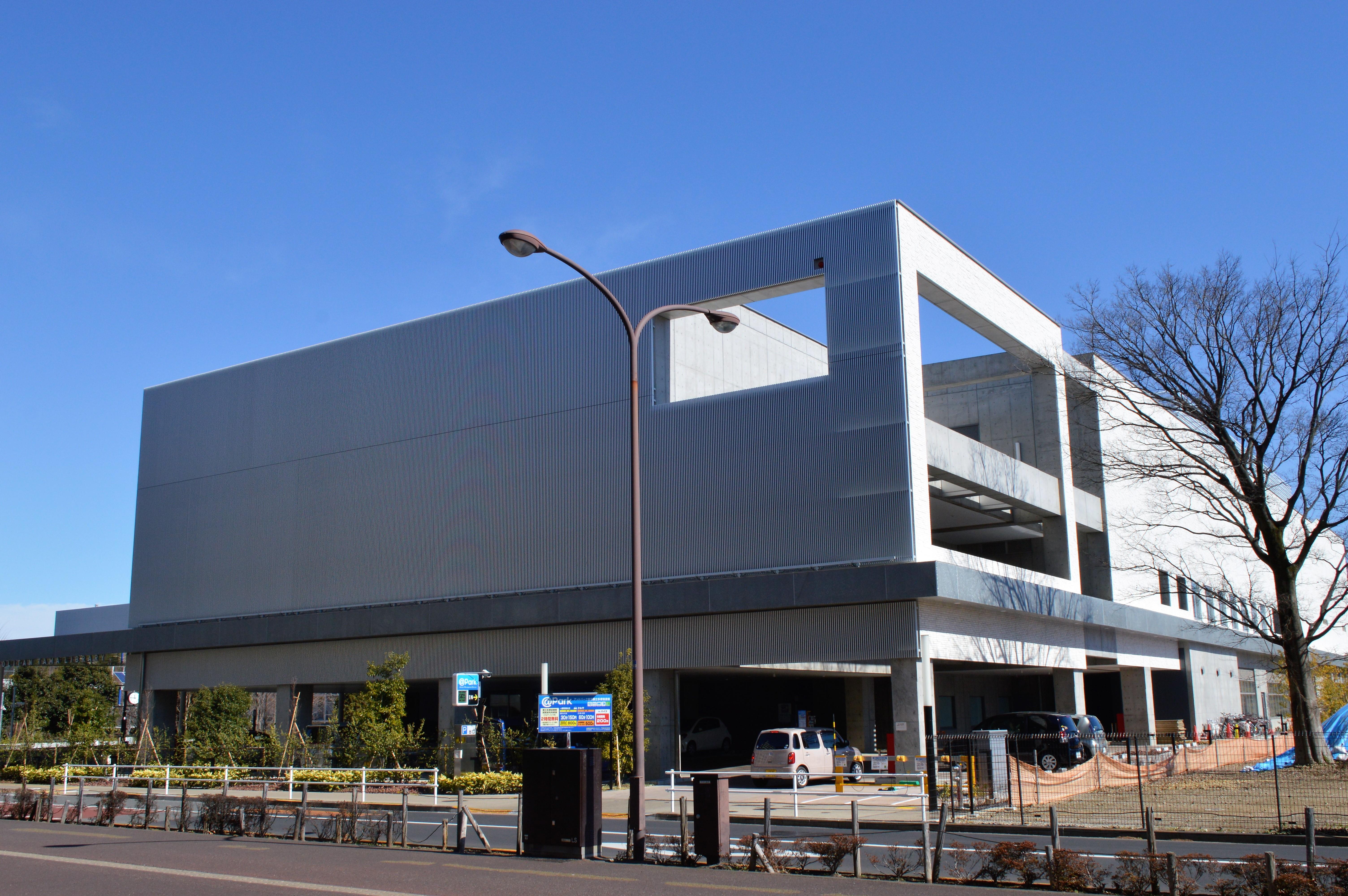
東京都立多摩図書館

- 都立
  - 東京都立多摩図書館
  - 東京都公文書館
- 市立
  - 本多図書館
  - 恋ヶ窪図書館
  - 光図書館
  - もとまち図書館
  - 並木図書館
  - 本多図書館市役所分館

## 交通・防災

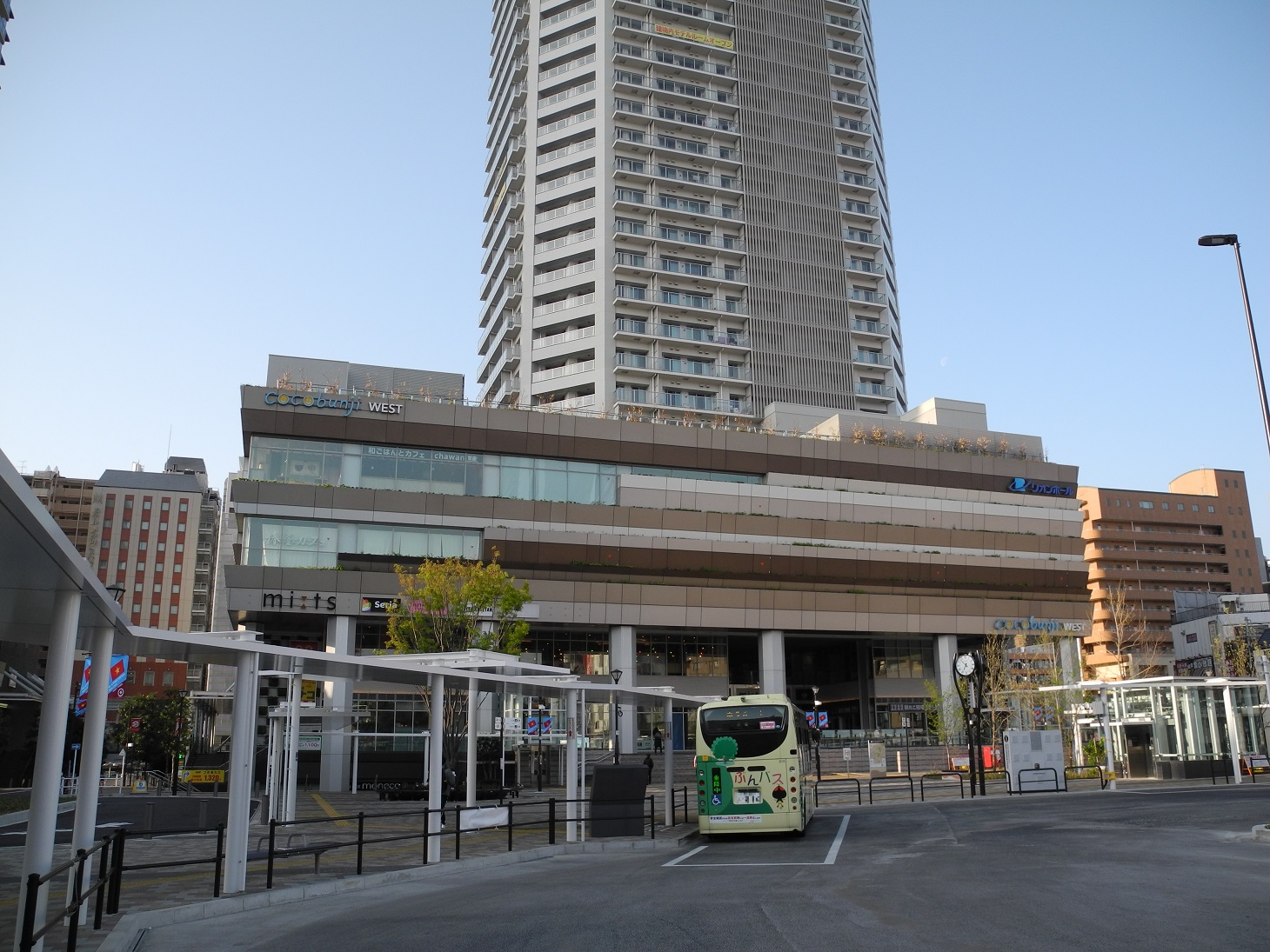
国分寺駅

### 鉄道
東日本旅客鉄道（JR東日本）
 中央線快速電車
- - 国分寺駅 - 西国分寺駅 -

 武蔵野線
- - 西国分寺駅 -

- 西国分寺駅西隣の国立駅（国立市）は当市から徒歩約100mの場所に位置し、路線バス網が発達していることもあり、当市西部地区は国立駅が最寄りとなる。

西武鉄道
国分寺線
- 国分寺駅 - 恋ヶ窪駅 -

多摩湖線
- - 国分寺駅

- 市役所最寄り駅：西国分寺駅

### 道路
- 高速道路
  - 市内に高速道路は通っていないが、国立市の国立府中インターチェンジ（中央自動車道）が近い。
- 主要地方道
  - 東京都道7号杉並あきる野線（五日市街道）
  - 東京都道17号所沢府中線（府中街道、新府中街道）
- 一般都道
  - 東京都道133号小川山府中線（国分寺街道）
  - 東京都道134号恋ヶ窪新田三鷹線（連雀通り）
  - 東京都道145号立川国分寺線（多喜窪通り）
  - 東京都道222号国立停車場恋ヶ窪線（市役所通り、熊野神社通り）

### バス

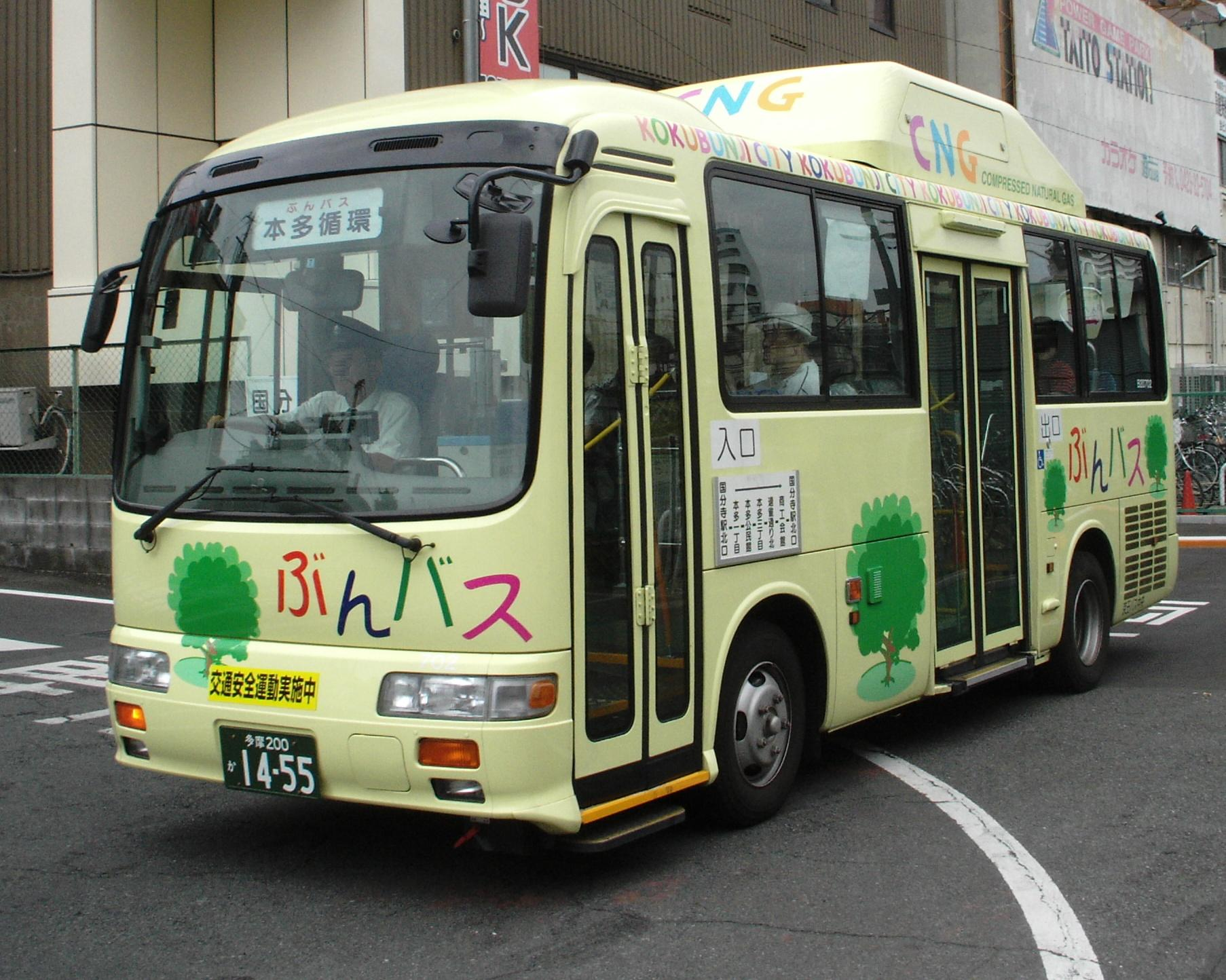
ぶんバス

- JR中央本線国分寺駅と羽田空港を結ぶリムジンバスが1日数本出ている。
- JR中央本線国分寺駅南口から京王線府中駅、総合医療センター、小平団地、を結ぶバス路線がある。（京王電鉄バス・京王バス）
- JR中央本線国分寺駅北口から小平市回田町、昭和病院、西武新宿線花小金井駅南口を結ぶバス路線がある。（立川バス）
- JR中央本線国分寺駅北口から西武小平営業所、西武新宿線小平駅南口、武蔵野美術大学を結ぶバス路線がある。（西武バス）
- JR中央本線国立駅北口から国分寺市役所、西武国分寺線 恋ヶ窪駅を通るバスがある。「戸倉循環」（立川バス）
- JR中央本線西国分寺駅から総合医療センター、JR南武線 西府駅を結ぶバス路線がある。（京王バス・京王電鉄バス）
- コミュニティバスの「ぶんバス」が運行されている。（東元町ルート、日吉町ルート、本多ルート、西町ルート、北町ルート、万葉・けやきルートの6系統）。

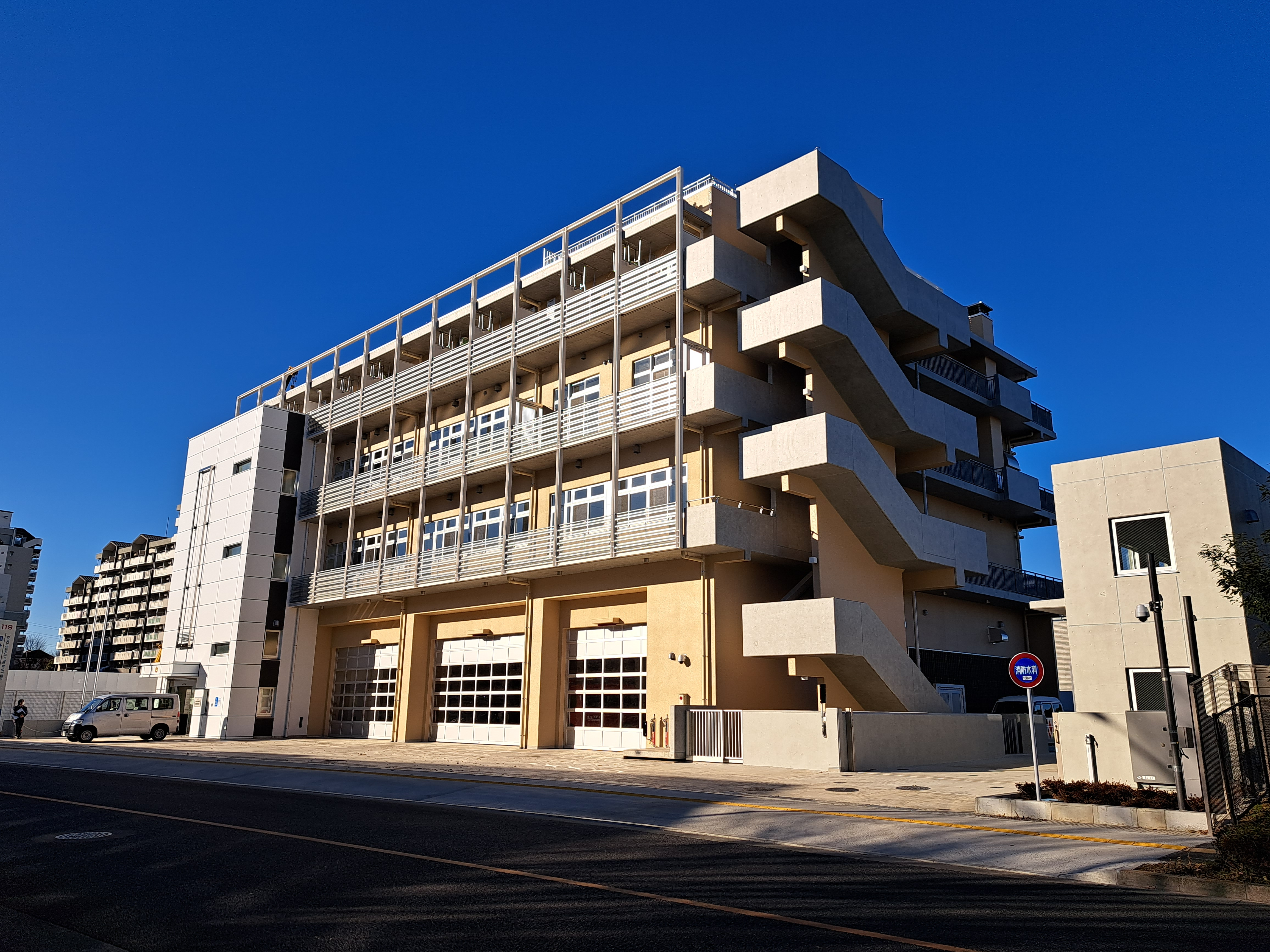
国分寺消防署

### 消防
- 東京消防庁国分寺消防署（泉町2丁目2番3号）特別消火中隊・救急隊1
  - 戸倉出張所（新町1丁目14番8号）救急隊1
  - 西元出張所（西元町1丁目13番31号）救急隊無

国分寺町警察署は1951年に小金井警察署（当時：小金井町警察署）と共に自治体警察を廃止統合されたため、同署が両市を管轄している。

## 地域放送
- ケーブルテレビ
  - ジェイコム東京

## 名所・旧跡・観光・文化芸術

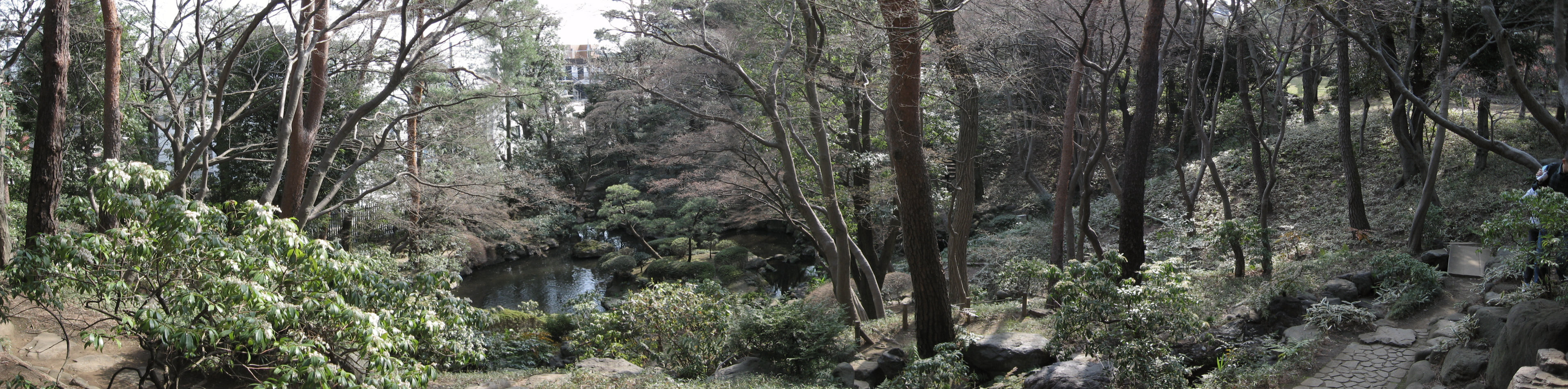
殿ヶ谷戸庭園

### 名所・旧跡
- 中央鉄道学園跡地
- 市立黒鐘公園
- 東京都立殿ヶ谷戸庭園
- 東京都立武蔵国分寺公園
- お鷹の道・真姿の池湧水群（東京都名勝、名水百選、東京の名湧水57選）
- 万葉植物園

### 文化財・遺跡
- 武蔵国分寺跡・武蔵国分尼寺跡 - 国指定史跡
- 東山道武蔵路 - 国指定史跡
- 殿ヶ谷戸遺跡
- 恋ヶ窪遺跡
- 熊ノ郷遺跡
- 多摩欄坂遺跡

### 祭・イベント
- いずみ春の祭典（3月）
- 万葉花まつり（4月）
- 武蔵国分寺薪能（8月）
- 市民文化祭（10月）
- 国分寺まつり（11月）

## 著名な出身者

### 芸能
- 忌野清志郎（ミュージシャン、RCサクセション）
- 土屋礼央（ミュージシャン、RAG FAIR）
- 加藤慶之（ミュージシャン、RAG FAIR）
- 後上翔太 (純烈)
- 木皿陽平（アニメプロデューサー、音楽プロデューサー）
- 小清水亜美[12]（声優）
- 永池南津子（女優）
- 斉藤こず恵（女優）
- 星風まどか（元宝塚歌劇団花組・宙組トップ娘役）
- 城咲あい（元宝塚歌劇団月組娘役）
- ふたば（アコースティックデュオ）
- おばあちゃん（お笑い芸人）

### スポーツ
- 安柄俊（サッカー選手）
- 木田優夫（プロ野球選手）
- 清水康也（サッカー選手）
- 松田凜日（ラグビー選手）
- 舞（女子格闘家）
- 村上☆健（リングアナウンサー）
- 山崎悠麻（パラバドミントン選手、東京2020パラリンピック金メダリスト）
- 出田裕一（プロボクサー）

### 文化
- 五十幡裕介（北海道テレビアナウンサー）
- 川畑恒一（北海道放送アナウンサー）
- 庄司紗矢香（ヴァイオリニスト）
- 長岡大雅（九州朝日放送アナウンサー）
- 福間洸太朗（ピアニスト）
- 森ゆきえ（漫画家）

## PRキャラクター
- ぶんじほたるホッチ - 国分寺市のイメージキャラクター
- にしこくん - 西国分寺のゆるキャラクター （国分寺市非公認）

## 国分寺を舞台とする作品
「恋ヶ窪駅#当駅付近が舞台になっている作品」も参考にされたい。
- 野球狂の詩 - 水島新司の人気野球漫画。セ・リーグのプロ野球球団・東京メッツが国分寺球場を本拠地とする（球団、球場は架空）。また彼の作品一球さんにも恋ヶ窪商業という架空の高校が登場する。
- さらば国分寺書店のオババ - 椎名誠のデビュー作。モデルになった国分寺書店は国分寺駅南口を出て左へ100m程度に実在していたものの、現在廃業している。
- バッテリー - かわぐちかいじの野球漫画。主人公海部一樹の出身校が国分寺南高校となっている（高校名は架空）。
- 映画武蔵野夫人 - 埋め立てられる前の姿見の池周縁で撮影[13]。
- 鯉ヶ窪学園探偵部シリーズ - 東川篤哉の小説シリーズ。恋ヶ窪のはずれにある架空の高校「鯉ヶ窪学園」が舞台となっている。
- 恋ヶ窪・ワークス（大森しんやの漫画） - 2003年
- セミオトコ.    2019/テレビ朝日